# Edith Gaute
Edith Gaute (Buenos Aires, Argentina, 27 de agosto de 1931 - ibídem, 22 de septiembre de 2013) fue una actriz de cine, radio y teatro argentina.

## Carrera
Gaute fue una joven y bella actriz que cautivo con su rostro angelical la pantalla grande y la radiofónica durante la época de esplendor del cine y el radioteatro argentino. Realizó una sola película llamada El grito de Celina, filmada en 1975 y estrenada el 26 de mayo de 1983 en el cine Opera. En dicho film compartió escenas con figuras como Aldo Barbero, María Rosa Gallo, Miguel Ángel Solá, Selva Alemán, Pablo Alarcón y María Vaner.
En radio integró el personal de Radio El Mundo, Radio Nacional y Radio Splendid, iniciándose a comienzos de los '50.
También tuvo un breve paso por el teatro, con obras como:
- Detective (1955) de Germán Ziclis, estrenada en el Teatro Politeama, con Pablo Palitos, Alba Castellanos, Pura Delgui, Gloria Ferrandiz, Margarita Méndez, José María Pedroza y Carmen Pla.[3]
- Locos de verano (1970)
- Los Hijos de Kennedy, dirigida por Jorge Hacker con Jesús Berenguer, Ana María Castell, Carlos De Matteis, Judith Wainer y Arturo Was.
- Un tranvía llamado deseo (1974), dirigida por Luis Mottura, con Adrián Ghio, Julio de Grazia y Ana María Castell.[4]

## Galardones
En 2001 recibió la medalla a los 50 años de trayectoria otorgada por la Asociación Argentina de Actores, entidad en la que estuvo inscripta desde los 20 años.